# Idiodonus excavatus
Idiodonus excavatus är en insektsart som beskrevs av Delong 1946. Idiodonus excavatus ingår i släktet Idiodonus och familjen dvärgstritar. Inga underarter finns listade i Catalogue of Life.